# Sword and planet
Sword and planet (espasa i planeta) és el nom que reben les obres a cavall entre la fantasia i la ciència-ficció on l'acció principal descriu els avenços d'un heroi que usa la força bruta i de vegades la màgia per vèncer els seus rivals en una sèrie d'aventures ambientades en altres planetes. El gènere va iniciar-se a principis del segle xx, va assolir la seva popularitat als anys 60 dins la novel·la de gènere i va decaure en començar la dècada dels 90.

## Característiques
El terme "sword and planet" sorgeix per analogia amb l'espasa i bruixeria, un subgènere del qual deriva i amb què comparteix força trets estructurals, com ara la primacia dels combats i l'acció individual per sobre de la complexitat de la trama. L'argument més comú d'aquestes històries és el següent: un home és transportat a un planeta distant on ha de combatre extraterrestres amb les armes a la seva disposició. Hi ha variants femenines però són força més reduïdes. Els extraterrestres poden tenir accés a tecnologies superiors però l'ambient sol ser decadent, d'un món mig abandonat, barbàric o medievalitzant, que és el principal tret que prové de la fantasia. Els episodis o proves que supera l'heroi provenen de la novel·la d'aventures clàssica i poden repartir-se entre diferents llibres o còmics d'una mateixa saga. De la ciència-ficció s'extreu l'ambientació planetària i la possible presència d'armes futurístiques.
Es diferencia de la space opera perquè l'amor no apareix o no té tanta importància dins la trama (la noia pot ser vista com un premi o motivació per a l'aventura, com al conte de fades tradicional, però no s'aprofundeix en la seva relació) i per la presència de la màgia (ocasional) en els combats. Els extraterrestres poden pertànyer a faccions rivals i tenir diferents característiques properes a les dels monstres però destaquen sempre per la seva hostilitat. La caracterització psicològica de l'heroi és escassa, ja que importa l'acció per sobre de la introspecció psicològica, una acció que sol contenir dosis de violència i decisions no sempre virtuoses. No es qüestiona la societat ni l'ús de la força, ja que es concep com una literatura de pur entreteniment.
La missió del protagonista pot ser rescatar una noia, aconseguir un aparell màgic per encàrrec o per poder pagar un rescat, tornar a casa seva després d'un transport indesitjat a un altre món o vèncer el cabdill rival dels extraterrestres aliats. Usualment emprèn la missió a contracor, obligat per extraterrestres hostils que el posen a prova. L'heroi posseeix una gran força i habilitat física, que són les principals vies que usarà per sobreviure a l'entorn desfavorable del planeta al qual ha estat traslladat.

## Obres destacades
- La saga de John Carter d'Edgar Rice Burroughs
- Flash Gordon, d'Alex Raymond
- La saga de Sojan the Swordsman, de Michael Moorcock
- La saga de Gor, de John Norman
- Tschai, de Jack Vance
- Swords of Talera, de Charles Allen Gramlich
- The Books of Skaith, de Leigh Brackett